# Philippia oxytropis
Philippia oxytropis är en snäckart. Philippia oxytropis ingår i släktet Philippia och familjen Architectonicidae. Inga underarter finns listade i Catalogue of Life.